# Teodor Nicolau
Teodor Nicolau (n. 16 martie 1947, Turda) este un compozitor român.
A studiat vioara la Școala de Muzică din Cluj cu Vasile Boaru și apoi la Academia de Muzică din București la clasa Prof. Avy Abramovici. În această perioadă face parte din cvartetul de coarde Academica. În paralel cu vioara, T. Nicolau studiază și compoziția, fiind membru audiant activ la clasa de compoziție a Prof. Anatol Vieru. După absolvire Academiei de Muzică în 1971 cu Diplomă , funcționează ca violonist în Filarmonica George Enescu între anii 1971-1975. Tot în această perioadă face parte din cvartetul de coarde Athenaeum (1971-75).
În anul 1976 T. Nicolau se mută în Finlanda și este acceptat in Helsinki Filharmonia Orkestra, unde a profesat din 1976 până în 2012.
Între 1976-1979 T. Nicolau studiază dirijatul la clasa lui Jorma Panula la Academia de muzică J. Sibelius din Helsinki. Se specializează în dirijat cu Sergiu Celibidache în Germania (la Trier, în 1977) și cu Fernand Quatrochi (la Nisa, în 1976). Tot în această perioadă, profesorul său de orchestrație, compozitorul Einar Englund, de la Academia de Muzică din Helsinki îl ghidează în compoziție.
Ca și dirijor Teodor Nicolau a avut apariții în Finlanda, România, Rep. Moldova, Macedonia și Estonia.
Compozițiile lui Teodor Nicolau au fost interpretate în Finlanda, Estonia, Germania, România, Rusia.
PREMII DE COMPOZIȚIE:
În noiembrie 2014 compoziția lui Teodor Nicolau "Mioritic Roots" op. 12c a primit două premii speciale la al treilea Concurs Internațional de Compoziție "Uuno Klami" din Finlanda: premiul orașului Kouvola și premiul audienților.
În  2009 compoziția lui Teodor Nicolau "Fairy Tale for a Duo" op. 13 a primit premiul VI la Concursul International de Compoziție Crossover din Mannheim / Germania.

## COMPOZIȚIILE LUI TEODOR NICOLAU

### LUCRĂRI PENTRU SCENĂ
"FAIRY  TAIL  ABOUT  A  SMALL   VIOLIN" op. 10
(POVESTE DESPRE O VIOARĂ MICĂ” op. 10)
pentru narator - mezzosoprană și orchestră
Autorul textului: Anni Swan, poeziile: Raili Mikkanen 
Orchestra: 1,1,1,1, -2,1,1,0 - 2 perc. și corzi
Durată:  ca 30' / Distribuitor: Music Finland, Finland

### LUCRARI PENTRU ORCHESTRĂ MARE
"BACCHANALE" op. 9 
pentru orchestră mare: 2+1,2+1,2+1,2, - 4,3,3,Tuba,
Timpani + 2 perc, Celesta, Harpă și corzi, și
"BACCHANALE" op. 9b, versiunea 2
pentru orchestră având: 2+2+2+2- 4,3,3,Tuba,
Timpani + 2 perc, Celesta, Harpă și corzi
Durată:  ca 2' / Distribuitor: Music Finland, Finland
"MUSIC  FOR  7  PAINTINGS" op. 11 b
"MUSICĂ PENTRU 7 TABLOURI" op. 11b
pentru orchestră mare:  2222 – 4220 – Timp. + 2 Perc., Harpă și corzi
Durată:  ca  15' / Distribuitor: Music Finland, Finland
"MIORITIC  ROOTS" op. 12 b
"RĂDĂCINI MIORITICE" op. 12 b
pentru orchestră mare:  2(+Pan Fl.optional),2,2,2, - 4,2,2,1 
– Timp. + 2 perc. -  Harp and strings
Durată:  ca. 17' / Distribuitor: Music Finland, Finland
"TWO  PIECES  FOR  ORCHESTRA" op. 14
"DOUĂ PIESE PENTRU ORCHESTRĂ" op. 14
pentru orchestră mare : 2222-4331-Timp.+2 perc.-Hrp-Cel și corzi.
Durată:  ca. 7’-8'  / Distribuitor: Music Finland, Finland
"LE CRÉPUSCULE DES PENSÉES" op. 17
pentru orchestră mIcă : flaut alto, corn englez, clarinet bas,
pian, harpă, percuție și corzi.
Durată:  ca. 14'  / Distribuitor: Music Finland, Finland

### LUCRARI PENTRU SOLIST ȘI ORCHESTRĂ (sau Orchestră de cameră)
“OBOE  CONCERTO”  op. 3
pentru oboi solo și orchestră mică
Orchestra: 0000-1200-Timpani + 2 Perc, corzi.
Durată:  ca. 24'  / Distribuitor: Music Finland, Finland
"MISSISSAUGA-SUITE" op. 5
pentru flaut și orchestră de corzi + harpă
"MISSISSAUGA-SUITE" op. 5 b
pentru vioară și orchestră de corzi + harpă, și
"MISSISSAUGA-SUITE" op. 5 c
pentru oboi + English Horn și orchestră de corzi + harpă
"MISSISSAUGA-SUITE" op. 5d pentru flaut solo ți 2 harpe. Durată:  ca. 15'  Distribuitor: Music Finland, Finland
"POEME  CONCERTANTE" op. 12
pentru vioară solo și orchestră mare.
Orchestra: 2(+Pan Fl.optional),2,2,2, - 4,2,2,1 –
Timp. + 2 perc. -  Harpă și corzi.
Durată: ca. 23' / Distribuitor: Music Finland, Finland

### MUZICĂ DE CAMERĂ
“3  MINIATURES”  op. 4
pentru oboi și clarinet.
Durată: ca. 20' / Distribuitor: Music Finland, Finland
“MISSISSAUGA-SUITE”  op. 5 d
pentru flaut și 2 harpe.
Durată: ca. 15' / Distribuitor: Music Finland, Finland
"HORN-SUITE" op. 6
pentru cvartet de corniști
"SUITE FOR 12 VIOLINS AND HARP" op. 6 b
"SUITE FOR 12 VIOLAS AND HARP" op. 6 c,  și
"HORN-SUITE" op. 6 d
pentru sextet de corniști
Durată: ca. 15' / Distribuitor: Music Finland, Finland
"GIPSY-SONG" op. 7
pentru oboi, vioară și pian,
"GIPSY-SONG" op. 7 b
pentru 6 sau 12 viori și pian, și
"GIPSY-SONG" op. 7 c
pentru 2 viori și pian.
Durată: ca 6' / Distribuitor: Music Finland, Finland
"17  CHAMBER  MUSIC MINIATURES" op. 8
pentru  cvartet de corzi, și
"17  CHAMBER  MUSIC MINIATURES" op. 8 b
pentru orchestră de corzi.
Durată: ca 27' / Distribuitor: Music Finland, Finland
"MUSIC  FOR  7  PAINTINGS"  op. 11
pentru oboi, vioară, violă, v-cel, harpă, acordeon și perc. 
"MUSIC FOR 7 PAINTINGS" op. 11b pentru orchestră. Durată: ca.  15' / Distribuitor: Music Finland, Finland
"FAIRY  TALE  FOR  A  DUO" op. 13
pentru 2 viori. "FAIRY  TALE" op. 13b pentru pian solo.
Durată: ca. 7’-8'  Distribuitor: Music Finland, Finland
“KADUN  KULMISSA”  op. 15
(“LA COLȚ DE STRADĂ” op. 15)
pentru oboi, viooară, v-cel., acordeon și perc. Optional, un dansator / o dansatoare sau dansatori. Durată: ca. 23'  Distribuitor: Music Finland, Finland
"QUO VADIS ?" op. 16
pentru vioară și violoncel.
Durată: ca. 9'  Distribuitor: Music Finland, Finland
"COME UNA CADENZA" pentru vioară solo. Durată: ca. 5'. Distribuitor: Music Finland, Finland
"INTRADA" pentru oboi solo. "INTRADA II" pentru clarinet bas solo. Durată: ca. 5'. Distribuitor: Music Finland, Finland
"TWO FUGITIVE IMAGES" op. 20 pentru oboi, oboe d'amore, corn englez, oboe bas și fagot. "TWO FUGITIVE IMAGES" op. 20b pentru flaut, oboi, clarinet, fagot și corn. Durată: ca13'. Distribuitor: Music Finland, Finland
"ECHOES" op. 21 pentru orchestră de coarde (54331). Durată: ca. 12'. Distribuitor: Music Finland, Finland
"CHANT AU SOLEIL" op. 22 pentru vioară solo. Durată: ca. 7'. Distribuitor: Music Finland, Finland
"ECHOES II" op. 23 pentru cvintet cu pian mixt> flaut, clarinet, piano, vioară și violoncel. Durată: ca. 15'. Distribuitor: Music Finland, Finland
"LOINTAINS ECHOS / DISTANT ECHOES / KAUKAISET KAIUT" op. 24 pentru cvartet de coarde. Durată: ca. 18'. Distribuitor: Music Finland, Finland

## "CARBONARA” CD
Pe acest CD, printre altele, lucrarea lui Teodor Nicolau “Mississauga-Suite” op. 5, pentru flaut solo și orchestră de cameră.
Conținutul complet al CD-ului "CARBONARA”:
-ANTONIO VIVALDI - Concerto g minor F XIII n:o 5 "La Notte"
-TEODOR NICOLAU - Mississauga - Suite op.5
-W.A. MOZART -  Andante în C major KV 315
-C.W. GLUCK – Melodie din Orfeo
-ESA PETHMAN - Butterfly Dream
-J.S. BACH – Suită pentru orchestră în B minor BWV1067
Flaut solo: Matti Helin. Orchestra de cameră ”Estonia” dirijată de Teodor Nicolau. Înregistrare a fost făcută la Talin, Estonia, în 1994.
Discul "Carbonara" se poate obține de la:   http://www.woodwinds.fi/

### “QUARANTA” CD
Pe acest CD, printre altele, 7 părți din lucrarea lui Teodor Nicolau  “17 Miniaturi pentru muzicieni tineri” op. 8, pentru cvartet de corzi. 
Părțile de pe CD: nr. 7, 9, 10, 11, 12, 15 și 17.
Conținutul complet al CD-ului "QUARANTA”:
-PENTTI RAITIO - Quaranta & Scherzo
- UUNO KLAMI - Sonatina pentru orchestră de corzi
-SEPPO PAAKKUNAINEN – ”En voi sua unhoittaa poies” (finlandeză)
-GABRIEL PIERNÉ - Chanson d'autrefois
-LEO BROUWER - Cuban Landscape with Rain
-ILMARI HANNIKAINEN - Valse sentimentale
-ESA HELASVUO - Hirmulisko & Leffamusa
-ADAM CARSE - Rondino
-TEODOR NICOLAU - "Chambers music miniatures for young players" op. 8. Următoarele părți:  nr.7 - Children's play, nr. 9 - Transylvania Theme, nr. 10 - Joc, nr. 11- Sword fight,  nr. 12 - Old stem locomotive, nr. 15 – Siciliano și nr. 17 -  Prelude.
-Dmiti Shostakovitsh - Elegy & Polka
Înregistrat la Hyvinkää, în Finlanda în anul 1997.
Discul "Quaranta" se poate obține de la:   http://www.fuga.fi/

### “VIRTUOSO” CD
Pe acest CD, printre altele, lucrarea lui Teodor Nicolau “Fairy Tale for a Duo”  op. 13, în interpretarea duetului de viori ”theTwiolins” – Marie-Luise și Cristoph Dingler. 
Lucrarea a fost premiată cu Premiul 6 la Concursul Internațional de Compoziție ”Crosower” din anul 2009, la Mannheim în Germania. Conținutul complet al CD-ului "VIRTUOSO"
- BENEDIKT BRYDERN - Autobahn
-ALEKSEY IGUDESMAN - Fever of passion & Peesh moosh
-TEODOR NICOLAU - Fairy Tale for a Duo
-HOLLIS TAYLOR - Fast forward & Celebrate Moldova
-TINA TERNES - Windspiel
-EVELINA NOWICKA - Jongleurs
-DOROTHEA MADER - Pas de deux.
Înregistrat în Germania în anul 2011 de către duetul de viori ”theTWIOLINS”: Marie-Luise și Cristoph Dingler.
Discul "Virtuoso" se poate obține de la:   http://www.thetwiolins.de

## Legături pentru Teodor Nicolau
Paginile lui Teodor Nicolau se găsesc la adresa următoare:
http://www.teodor-nicolau.fi
Membru al Uniunii Compozitorilor din Finlanda:
http://www.composers.fi
Distribuitorul compozițiilor lui Teodor Nicolau: http://musicfinland.fi
Teodor Nicolau - violonist în Filarmonica din Helsinki din anul 1976 până în anul 2012:
http://www.hel.fi/hki/hko/fi/Orkesterin+muusikot Arhivat în 7 februarie 2012, la Wayback Machine.
Teodor Nicolau premiat la al treilea Concurs International de compoziție "Uuno Klami" din Finlanda: http://www.klamicompetition.fi
TheTwiolins - Marie - Luise & Cristoph Dingler:
http://www.thetwiolins.de